# Gerlen Diniz
Gehlen Diniz Andrade, mais conhecido como Gerlen Diniz (Sena Madureira, 8 de abril de 1974) é um político brasileiro filiado ao Progressistas (PP) e prefeito de Sena Madureira (AC).

## Carreira Política
Nas eleições estaduais de 2018, foi reeleito para uma vaga de deputado estadual do Acre, sendo o quarto mais votado, com 8.479 votos (2,00%). 
Nas eleições estaduais de 2022 foi eleito pelo Progressistas (PP), para o cargo de deputado federal na 57.ª legislatura (2023 — 2027) com 19.560 votos.
Posteriormente, renunciou ao cargo na Câmara dos Deputados para concorrer à prefeitura da sua cidade natal, Sena Madureira, tendo vencido as eleições.  